# Il lato oscuro (Kellerman)
Il lato oscuro (Therapy) è il diciottesimo romanzo giallo dello scrittore statunitense Jonathan Kellerman, che ha come protagonista il dottor Alex Delaware.

## Trama
A Los Angeles, Gavin Quick e la sua ragazza sono uccisi mentre sono in macchina, mentre anche una donna non identificata viene uccisa, impalata con uno spuntone di metallo. Mentre sta investigando, lo psicologo Alex Delaware si scontra con la dottoressa Mary Lou Koppel, un'analista rinomata che un tempo aveva Gavin in terapia e che ora difende la sua cartella personale con un'intensità formidabile.